# 대전청사버스정류장
대전청사버스정류장은 대전광역시 서구 둔산동에 위치한 간이정류장이다. 고속버스 전산망상의 터미널 번호는 305이다. 정부대전청사 동문 건너 아파트 인근에 고속버스 정류장이, 정부대전청사 서문(선사유적지 인근)에는 시외버스 정류장이 위치해 있다. 고속버스 정류장은 대전복합터미널에서 운영하며 시외버스 정류장은 금남고속에서 운영하고 있다.

## 운행 노선

### 고속버스
2017년 4월 14일부터 유성발 서울호남행 노선이 대전청사를 경유하지 않는다.
| 운행 노선           | 운행업체                                     | 운행구간 | 운행구간 | 운행구간 | 경유지     | 배차 간격 | 시간표                                              |
| ------------------- | -------------------------------------------- | -------- | -------- | -------- | ---------- | --------- | --------------------------------------------------- |
| 대전청사 ↔ 서울경부 | 금호고속 동양고속 중앙고속 천일고속 한일고속 | 대전청사 | ↔        | 서울경부 | 대전도룡   | 20~40분   | 첫차:06:01(대전청사 기준) 막차:21:51(대전청사 기준) |
| 대전청사 ↔ 전주     | 동양고속 중앙고속                            | 대전청사 | ↔        | 전주     | 호남제일문 | 30분      | 첫차:06:45(대전청사 기준) 막차:22:45(대전청사 기준) |
| 대전청사 ↔ 광주     | 금호고속 중앙고속                            | 대전청사 | ↔        | 광주     | 무정차     | 30분      | 첫차:06:15(대전청사 기준) 막차:22:15(대전청사 기준) |

### 시외버스
2018년 2월 20일부터 수원행 노선이 오산을 경유하지 않는다.
코로나19 범유행으로 인해 2020년 2월 23일부터 구미,동대구행 노선의 운행이 일시 중단되었다.
| 운행 노선               | 운행업체                   | 운행구간 | 운행구간 | 운행구간     | 경유지                 | 배차 간격 | 시간표                                                 |
| ----------------------- | -------------------------- | -------- | -------- | ------------ | ---------------------- | --------- | ------------------------------------------------------ |
| 대전청사 ↔ 김포국제공항 | 금남고속 중부고속 한양고속 | 대전청사 | ↔        | 김포국제공항 | 도룡동                 | 8회       | 07:25, 08:25, 10:15, 11:25, 13:05, 15:05, 16:35, 19:45 |
| 대전청사 ↔ 동서울       | 금남고속 삼흥고속          | 대전청사 | ↔        | 동서울       | 무정차                 | 20~25분   | 첫차:06:25(대전청사 기준) 막차:21:15(대전청사 기준)    |
| 대전청사 ↔ 남서울       | 한양고속 충남고속          | 대전청사 | ↔        | 남서울       | 무정차                 | 3회       | 10:45, 16:15, 17:40                                    |
| 대전청사 ↔ 성남         | 금남고속 중부고속          | 대전청사 | ↔        | 성남         | 무정차                 | 40~50분   | 첫차:06:30(대전청사 기준) 막차:21:25(대전청사 기준)    |
| 대전청사 ↔ 수원         | 서울고속                   | 대전청사 | ↔        | 수원         | 영통                   | 60~90분   | 첫차:06:45(대전청사 기준) 막차:20:15(대전청사 기준)    |
| 대전청사 ↔ 안산         | 금남고속                   | 대전청사 | ↔        | 안산         | 무정차                 | 1회       | 19:35                                                  |
| 대전청사 ↔ 안양         | 금남고속 중부고속 한양고속 | 대전청사 | ↔        | 안양         | 호계동, 비산동         | 3회       | 07:35, 12:45, 18:45                                    |
| 대전청사 ↔ 인천         | 금남고속 중부고속          | 대전청사 | ↔        | 인천         | 무정차                 | 45~55분   | 첫차:06:15(대전청사 기준) 막차:20:25(대전청사 기준)    |
| 대전청사 ↔ 고양         | 대원고속                   | 대전청사 | ↔        | 고양         | 세종시, 세종청사, 향남 | 3회       | 08:55, 11:55, 17:55                                    |
| 대전청사 ↔ 부천         | 금남고속 중부고속 한양고속 | 대전청사 | ↔        | 부천         | 세종시, 세종청사       | 3회       | 07:55, 12:05, 15:05                                    |
| 대전청사 ↔ 인천국제공항 | 금남고속 중부고속 한양고속 | 대전청사 | ↔        | 인천국제공항 | 도룡동                 | 6~25분    | 첫차:03:30(대전청사 기준) 막차:19:25(대전청사 기준)    |
| 대전청사 ↔ 천안         | 금남고속                   | 대전청사 | ↔        | 천안         | 유성, 천안 나들목      | 3회       | 07:15, 07:25, 15:10                                    |
| 대전청사 ↔ 청주         | 금남고속 서울고속          | 대전청사 | ↔        | 청주         | 남청주, 사창동         | 4회       | 07:45, 08:05, 11:00(청주공항까지 운행), 18:55          |
| 대전청사 ↔ 여수         | 금호고속 전북고속          | 대전청사 | ↔        | 여수         | 광양, 동광양           | 4회       | 09:05, 11:45, 14:05, 17:25                             |
| 대전청사 ↔ 동대구       | 금남고속 코리아와이드대성  | 대전청사 | ↔        | 동대구       | 구미                   | 4회       | 07:15, 11:05, 15:25, 19:15                             |
| 대전청사 ↔ 연천         | 대원고속                   | 대전청사 | ↔        | 연천         | 운정, 금촌, 문산       | 2회       | 08:25, 15:05                                           |

## 특이사항
- 일부 노선이 대전복합터미널 또는 유성시외버스정류소를 출발하여 이 곳을 경유하고 있다.
- 시외버스 하차장이 2013년 6월 1일부로 정부청사역 4번 출입구 인근에 있는 삼성생명 건물 앞으로 변경되었다.
- 서울강남행 고속버스는 2017년 4월 14일부터 경부선터미널 도착버스만 운행된다.